# Jesús Echeverri Duque
Jesús Echeverri Duque (Rionegro, 17 de noviembre de 1896-Medellín, 19 de octubre de 1969) fue un abogado, diplomático y político colombiano, quien se desempeñó como Gobernador de Antioquia y Ministro de Correos y Telégrafos.

## Biografía
Nació en Rionegro, al Oriente de Antioquia, en noviembre de 1896, hijo de Francisco Echeverri y de Rosalía Duque. Estudió y se crio en Medellín, siendo bachiller del Colegio San Ignacio de esa ciudad. Estudió Leyes en la Universidad de Antioquia, de dónde se graduó en 1918 con el título de Doctor en Derecho y Ciencias Políticas.
Fue profesor de la facultad de Leyes de la Universidad de Antioquia, y en el plano político en 1923 se convirtió en Concejal de Medellín. En 1932 pasó a ser diputado a la Asamblea Departamental de Antioquia y en 1935 llegó a ser Senador por Antioquia. Fue designado por el presidente Alfonso López Pumarejo como Ministro de Correos y Telégrafos, sirviendo en el cargo entre 1936 y 1937; anteriormente, había sido Gobernador de Antioquia entre noviembre de 1935 y marzo de 1936.
Se casó en dos ocasiones: La primera vez con Elena Botero, unión de la cual nacieron; tras fallecer ésta en un accidente de tránsito, se casó en segundas nupcias con Ester Moreno Arbeláez.